# Lake Scugog
Lake Scugog är en sjö i den kanadensiska provinsen Ontario.   Den ligger i Regional Municipality of Durham (primärkommunen Scugog) och enhetskommunen Kawartha Lakes, i den sydöstra delen av landet, 290 km sydväst om huvudstaden Ottawa. Lake Scugog ligger 247 meter över havet. Arean är 76 kvadratkilometer. Den sträcker sig 19,4 kilometer i nord-sydlig riktning, och 16,6 kilometer i öst-västlig riktning.